# Prionyx lividocinctus
Prionyx lividocinctus är en biart som först beskrevs av Achille Costa 1861.
Prionyx lividocinctus ingår i släktet Prionyx och familjen grävsteklar.

## Underarter
Arten delas in i följande underarter:
- Prionyx lividocinctus apakensis
- Prionyx lividocinctus lividocinctus
- Prionyx lividocinctus oasis